# Oribatula lenticulata
Oribatula lenticulata är en kvalsterart som först beskrevs av Mínguez och Subías 1986.  Oribatula lenticulata ingår i släktet Oribatula och familjen Oribatulidae. Inga underarter finns listade i Catalogue of Life.